# George Gilder
George Franklin Gilder (* 29. November 1939 in New York City) ist ein US-amerikanischer Publizist, Redenschreiber und konservativer Aktivist.

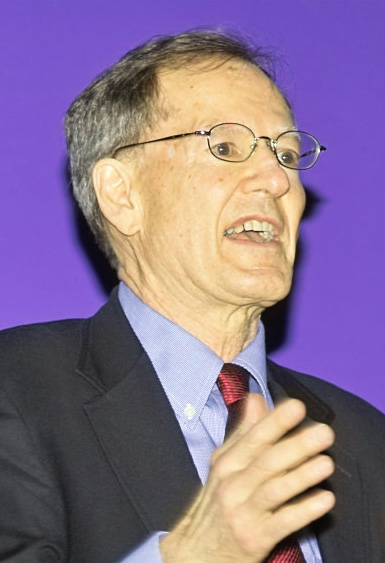
George Franklin Gilder (2005)

## Leben
Gilder wuchs bei seiner Mutter auf, da sein Vater als Soldat im Zweiten Weltkrieg fiel. Einer seiner Ur-Ur-Großväter war Charles Lewis Tiffany, Mitbegründer von Tiffany & Co. Nach dem Besuch der Phillips Exeter Academy in  Exeter, New Hampshire studierte er Government an der Harvard University (Bachelor of Arts, 1962). Außerdem diente er im United States Marine Corps. Er wurde Redenschreiber von Nelson Rockefeller, George W. Romney und Richard Nixon sowie als Sprecher von Charles Mathias. 1994 mitbegründete er die konservative Denkfabrik Discovery Institute, die sich für Intelligent Design starkmacht. Von 1996 bis 2007 war er für den Gilder Technology Report verantwortlich. 2000 kaufte er das konservative Monatsmagazin The American Spectator. Darüber hinaus schrieb er u. a. für Forbes Magazine, National Review, The Wall Street Journal, The Economist, Harvard Business Review und Wired.
David Foster Wallaces Essay E Unibus Pluram: Fernsehen und Literatur in den USA (1993) enthält eine Kritik von Gilders Buch Life after Television.

## Schriften
- The Party That Lost Its Head. Knopf, New York 1966. (mit Bruce Chapman)
- Sexual Suicide. Quadrangle, New York 1973.
- Naked Nomads: unmarried men in America. Quadrangle, New York 1974.
- Visible Man: a true story of post-racist America. Basic Books, New York 1978.
- Wealth and Poverty. Basic Books, New York 1981.
- The Spirit of Enterprise. Simon & Schuster, New York 1984.
- Men and Marriage. Pelican Pub. Co., Gretna 1986.
- Microcosm: the quantum revolution in economics and technology. Simon & Schuster, New York 1989.
- Life after Television. Whittle Direct Books, Knoxville 1990.
- The Israel Test. Richard Vigilante Books, Minneapolis 2009.
- Knowledge and Power: The Information Theory of Capitalism and How It Is Revolutionizing Our World. Regnery Publishing, Washington, D.C. 2013.
- Life after Google, Regnery Gateway, 2018